# Picchio dal Pozzo
I Picchio dal Pozzo sono un gruppo progressive rock e jazz-rock italiano nato attorno alla metà degli anni settanta. Hanno pubblicato cinque album intervallati da lunghi periodi di silenzio (l'ultimo è del 2023). Sono uno dei pochi gruppi progressive italiani il cui sound si possa ricondurre a gruppi come Soft Machine, Henry Cow, National Health e al filone del progressive britannico noto come scena di Canterbury.

## Storia
Il gruppo nacque nel 1976 con un nucleo costituito dai tre amici genovesi Aldo De Scalzi (tastiere, percussioni, voce), Paolo Griguolo (chitarra, voce) e Andrea Beccari (basso, voce). Il gruppo aveva numerosi contatti nella scena musicale ligure e incise il proprio album d'esordio, omonimo, con la collaborazione di molti musicisti esterni, tra cui il fratello di De Scalzi, Vittorio (membro dei New Trolls), Ciro Perrino e Leonardo Lagorio dei Celeste, Renzo Cochis dei Jet e Carlo Pascucci affermato batterista jazz dell'epoca in evidenza nei brani "Cocomelastico" e "Seppia". L'album fu pubblicato dalla Grog, l'etichetta discografica di De Scalzi. Picchio dal Pozzo è un album molto peculiare, con elementi jazz-rock, prevalenza di tastiere e fiati, testi surreali e psichedelici, in qualche modo paragonabile alle opere dell'avanguardia britannica cosiddetta "di Canterbury" (Soft Machine, Gong, Henry Cow e National Health).
Dopo Picchio dal pozzo il gruppo non pubblicò nulla per quattro anni. Parte del materiale realizzato in questo periodo è stato in seguito pubblicato nella raccolta di materiale inedito Camere Zimmer Rooms (2001), un disco interessante che ha un bellissimo inizio con Il Presidente che contiene testi irriverenti sull'allora Presidente della Repubblica.
Il secondo album, Abbiamo tutti i suoi problemi (1980) confermò la notevole originalità del gruppo facendoli avvicinare, sia stilisticamente sia per le liriche volutamente ironiche e disimpegnate, allo stile controverso di Frank Zappa. Album curioso che prende il nome da un detto genovese grammaticalmente scorretto (sarebbe un'espressione con concordanza sbagliata che equivale a "Ognuno ha i propri problemi"). L'LP contiene inoltre un singolo extra allegato in 45 giri, Uccellin dal bosco.
Dopo la pubblicazione di questo secondo lavoro, tuttavia, i Picchio dal Pozzo uscirono nuovamente di scena, questa volta per oltre un ventennio. Molti dei musicisti hanno proseguito la loro carriera negli anni successivi, tenendo corsi di formazione musicale e improvvisazione a Genova, lavorando in progetti di educazione o comunque nell'ambiente della musica, il gruppo tuttavia non è mai stato sciolto. Nel 2004 torna con una nuova formazione e pubblica Pic_nic@Valdapozzo, che contiene registrazioni del 2002 a loro volta basate su campionamenti di incisioni dal vivo registrate da Demetrio Stratos a Genova alla fine degli anni settanta, durante le quali utilizzava un multitraccia per sovrapporre la sua voce più volte con cadenze ritmiche diverse. I Picchio dal Pozzo in quell'occasione documentarono tutto l'evento; quei nastri rimasero inediti dopo la morte di Stratos e vennero ripescati in occasione di Pic_nic@Valdapozzo, dopo che erano stati dimenticati per molti anni. L'album tenta di ritrovare in un certo senso il sound che li ha sempre contraddistinti, con spunti jazzistici e originali ma è interamente strumentale e non gode più dei testi surrealistici di un tempo.
Mai sciolti ufficialmente, hanno recentemente partecipato all'Alt-rock festival di Sesto San Giovanni (MI), nel novembre 2008, riproponendo dal vivo il loro album d'esordio.

## Formazione

### 1976
- Aldo De Scalzi (tastiere, percussioni, voce)
- Paolo Griguolo (chitarra, voce)
- Giorgio Karaghiosoff (sax, flauto, percussioni, voce)
- Andrea Beccari (basso, voce)
- (Carlo Leva Pascucci, Fabio Canini, batterie)

### 1977-1979
- Aldo De Scalzi (tastiere, percussioni, voce)
- Paolo Griguolo (chitarra, voce)
- Andrea Beccari (basso, voce)
- Claudio Lugo (sax, flauto)
- Roberto Romani (sax, flauto)
- Aldo Di Marco (batteria, percussioni)

### 1980
- Aldo De Scalzi (tastiere, percussioni, voce)
- Paolo Griguolo (chitarra, voce)
- Andrea Beccari (basso, voce)
- Roberto Romani (sax, flauto)
- Aldo Di Marco (batteria, percussioni)

## Discografia
Album in studio
- 1976 - Picchio dal pozzo, Grog
- 1980 - Abbiamo tutti i suoi problemi, l'Orchestra
- 2001 - Camere Zimmer Rooms, Cuneiform (registrazioni inedite 1977-1980)
- 2004 - Pic_nic@Valdapozzo, Auditorium
- 2023 - In camporella, Cuneiform Records (rielaborazioni di registrazioni dal vivo del 30 maggio 2004)

Singoli
- 1980 - Uccellin dal bosco, l'Orchestra

Partecipazioni a compilation
- 1981 - Raccomandato di vinile, l'Orchestra (contiene Uccellin dal bosco)
- 1982 - Recommended Records Sampler, Recommended (uscita solo nel Regno Unito, contiene Uccellin dal bosco)